# Lydia Anoz
Lydia Anoz Navaz (Pamplona, 1925, Pamplona, 2017) fue una fotógrafa autodidacta española que se dedicó a la fotografía artística en los años del franquismo. Trabajó junto con su marido Pedro María Irurzun. Tuvo una trayectoria muy importante como salonista fotográfica nacional e internacional. Tiene importancia por ser una de las pocas mujeres que se integró en el asociacionismo fotográfico español, llegando a tener una opinión relevante en el medio asociativo. 

## Biografía
Lydia Anoz Navaz nació en Pamplona en 1925, comenzó con la fotografía captando un punto de vista duro, sucio, ya que mostraba la realidad de la posguerra mundial y española (civil). Este trabajo lo realizaba desde un espacio seguro y controlado como lo era su estudio y laboratorio. Esto ayudó a captar la gran belleza de la expresión, llevando las fotos a su punto más íntimo y personal. Esta experiencia de la guerra llevo a que mirase la vida buscando lo más luminoso, construyendo así un espacio delicado y ajeno al mundo real. Todas las obras que realizó a lo largo de su vida, tanto en el periodo de máxima relevancia 1946-1957 como las que realizó en los años posteriores entre 1970-1980 muestran ese punto personal e íntimo.
La historiadora del arte Celia Martín Larumbe califica a Lydia como una mujer sensible, poderosa, inteligente y atenta que con su manera de vivir consiguió llevar a cabo su trabajo a través de la atención y la paciencia, contemplando así la belleza de lo material.                 
Fue una mujer que consiguió dedicarse a la fotografía artística en la España del franquismo. Tenía una personalidad autónoma y una voz propia que consiguió que se le tuviese en cuenta en unos años en los que era prácticamente inviable para una mujer tener esa expresión individual.                                 
En 1946 Lydia entró en contacto con la fotografía artística tras conocer y casarse con el fotógrafo Pedro Mª Irurzun, este en un primer momento la fotografió como modelo. Más tarde acabó como asistente de estudio y de laboratorio donde encontró la magia de la creación de imágenes, su composición, su construcción con la luz, sus tonos, sus matices, sus contrates, etc.                                 
Esta pareja inusual proveniente de la provincia de Pamplona trabajaron juntos en distintos encargos, pero también trabajaban cada uno por su cuenta. Viajaron juntos por España e incluso al extranjero de manera frecuente.                                                                    
Entre 1947 y 1951 Lydia apareció referenciada como salonista internacional en el American Annual of Photography. En 1947 expuso por primera vez su obra en el Salón Fotográfico Motivos guipuzcoanos de San Sebastián. Un año más tarde, en 1948, participó en el I Salón Internacional de la Fotografía, en el I Concurso de Exposición de Motivos Guipuzcoanos y en la Sociedad Fotográfica de Guipúzcoa en San Sebastián.                                                                     
En 1949, tanto Lydia como su marido Pedro Mª Irurzun organizaron el Primer Salón Internacional de Fotografía de Pamplona. Este mismo año Lydia participó en varios salones internacionales de fotografía, al igual que en los años posteriores (1950-1951-1952). 
Entre 1950 y 1956 llevó a cabo una serie de trabajos de fotografía publicitaria para Marie Brizard, Signer y Olivetti. También durante estos años llevó a cabo una serie de trabajos de fotografía de moda junto con su marido Pedro Mª Irurzun. 
En 1951, tras el gran éxito que tuvo el Salón Internacional de Pamplona, Lydia y Pedro promovieron la fundación de una agrupación fotográfica en Navarra. Ese mismo año el matrimonio organizo el Segundo Salón Internacional de Fotografía de Pamplona. Por último, llevaron a cabo una exposición monográfica conjunta en la Sociedad Fotográfica de Guipúzcoa. 
En 1956 fue el año en el que su marido fue diagnosticado con un enfisema pulmonar. Ramón Batllés, un amigo personal de Lydia, le dedica el número de julio en la revista de Arte fotográfico, titulado "La mujer en la fotografía". Dos años más tarde, en 1958, fallece Pedro Mª Irurzun y Lydia decidirá abandonar la fotografía.  
Lydia no volvió a retomar la fotografía hasta unos años más tarde, en 1972, cuando la Asociación Fotográfica y Cinematográfica de Navarra le pide colaborar en una exposición en la que se homenajeaba a su marido fallecido.  
Entre 1972 y 1989 Lydia volvió a participar en distintos salones internacionales de fotografía como Francia, Reino Unido, Bulgaria, Polonia y Rumanía entre otros. Durante estos años llevó a cabo distintos trabajos importantes. En 1977 realizó una serie de retratos a Manuel de Irujo el ministro de la II República durante la Guerra Civil. En 1978 cubrió el reportaje gráfico de las sesiones del Primer Congreso Nacional del EAJ-PNV. Realizó otro reportaje gráfico dos años más tarde en 1980, lo hizo sobre las reuniones de la comisión para el Amejoramiento del Fuero de Navarra en el Palacio Real de Olite. En este mismo año también realizó una serie de retratos oficiales a Carlos Garaikoetxea, primer lehendakari de la democracia actual.   
Años más tarde, en el 2002, la galería Contraluz de Pamplona le dedica una exposición monográfica: Lydia Anoz. Dos experiencias. Por esto mismo la revista Contraluz le dedicó su número 8, su portafolio y la portada. Un año más tarde, en el 2003, participó de forma activa en la catalogación de la colección y el archivo fotográfico de Pedro Mª Irurzun para ingresar los fondos en la colección permanente del Museo de Navarra. 
En el 2005 Lydia participó en la exposición conmemorativa del 50º aniversario de la fundación de la Agrupación Fotográfica y Cinematográfica de Navarra. Además, también colaboró en la exposición monográfica Pedro Mª Irurzun, fotógrafo (1938-1958).
En el 2017 Lydia Anoz falleció en Pamplona. Dos años más tarde, en el 2019, toda su colección fotográfica pasó a formar parte de la colección permanente del Museo de Navarra, este organizó la primera de dos exposiciones monográficas: Lydia Anoz 1947-1956. Los años dorados. Un año más tarde, en el 2020, el Museo de Navarra le dedicaría la segunda exposición monográfica: Lydia Anoz. Hacia la luz y hacia la vida.
En el 2021 el Museo de Navarra expuso en Madrid la exposición de Lydia de Hortus conclusus. Lydia Anoz, fotógrafa en la Real Sociedad Fotográfica de Madrid. 

## Estilo de trabajo
Tenía un carácter excéntrico en sus obras, llevándolas por el camino del arte fotográfico donde experimentaba y trabajaba con las naturalezas muertas o Still Life y las composiciones con objetos. Un elemento muy importante de sus fotografías era la luz, ya que esta es la que revela las calidades superficiales, dándoles un aspecto latente y vivo. Llevaba sus fotografías a la contemplación de la belleza de forma elegante y sobria a través de los matices tonales, la densidad del espacio y la calidez de sus copias. 
Sus obras no eran complicadas, sino que eran fotografías sencillas y delicadas, lo que quería era llevar a la idea de jardín privado (Hortus Conclusus). Un lugar de contemplación, evasión, recreación y creación. Usaba la fotografía como medio para salirse de lo temporal, lo finito y lo cotidiano.  
Su estilo tenía gran precisión técnica junto con un gran control de los recursos del medio. Para que esto fuese posible llevó a cabo un gran trabajo de composición en el estudio, una investigación en las gamas tonales y el contraste, un diseño en la iluminación probando sus posibles efectos, precisión en las temperaturas y tiempos y, por último, horas en el laboratorio para llegar a tener los matices deseados. Todo esto lo hacía y daba como resultado unas fotografías que parecían sencillas, con las que no se llegase a pensar que tenían un gran trabajo por detrás. 